# Ruprechtia tangarana
Ruprechtia tangarana là một loài thực vật có hoa trong họ Rau răm. Loài này được Standl. miêu tả khoa học đầu tiên năm 1940.